# Liste der Naturdenkmale in Schwalbach am Taunus
Die Liste der Naturdenkmale in Schwalbach am Taunus nennt die im Gebiet der Stadt Schwalbach am Taunus im Main-Taunus-Kreis in Hessen gelegenen Naturdenkmale.
| Bild | Bezeichnung         | Ortsteil, Lage                                                         | Beschreibung                                                                                         | Art        | Nr. |
| ---- | ------------------- | ---------------------------------------------------------------------- | --- | ---------- | --- |
| BW   | Linde in Schwalbach | Schwalbach, Ecke Hauptstraße/Bahnstraße 50° 8′ 55,9″ N, 8° 32′ 21,9″ O | Sommerlinde mit hohem Alter, bizarrem Wuchs des Stammes und über der Erde verlaufenden Wurzelteilen. | Einzelbaum | 17  |

## Belege
1. ↑  
Naturdenkmale im Main-Taunus-Kreis (Stand September 2014). (pdf; 18,8 MB) in Umweltbericht Main-Taunus-Kreis 2014. Main-Taunus-Kreis; Der Kreisausschuss; Amt für Bauen und Umwelt, September 2014, S. 30–32, archiviert vom Original (nicht mehr online verfügbar) am 21. April 2016; abgerufen am 17. April 2016.
2. ↑  
Naturdenkmale in Hessen. (pdf; 405 kB) Anlage zu Kleine Anfrage der Abg. Ursula Hammann (BÜNDNIS 90/DIE GRÜNEN) vom 15.04.2011 betreffend Biotopverbund Teil 2 und Antwort der Ministerin für Umwelt, Energie, Landwirtschaft und Verbraucherschutz. Hessischer Landtag, 22. Juni 2011, S. 39–43, abgerufen am 4. Februar 2016.
3. ↑  
Linde in Schwalbach am Taunus. www.baumkunde.de, abgerufen am 6. Februar 2022.

- Karte mit allen Koordinaten:
- OSM |
- WikiMap